# Arnór Ingvi Traustason
Arnór Ingvi Traustason est un footballeur international islandais né le 30 avril 1993 jouant au poste de milieu de terrain à l'IFK Norrköping.

## Biographie

### Parcours en club
La carrière d'Arnór est lancée en 2010 à l'âge de 17 ans. Il fait en effet ses premiers pas en Urvalsdeild avec le club de sa ville natale, l'ÍBK Keflavík.
Il reste dans le Suðurnes jusqu'en 2013, pour un total de 52 matchs de championnats et 10 buts. Il est par ailleurs nommé meilleur espoir du championnat cette même année .
En janvier 2014, le club suédois de l'IFK Norrköping le recrute, et le jeune islandais connaît donc sa seconde expérience à l'étranger, puisqu'il avait été prêté en Norvège en 2012. Il dispute, avec le club d'Allsvenskan, dix-huit matchs pour sa première saison, marquant trois buts. La saison 2015 confirme de manière fulgurante sa bonne adaptation, puisque Norrköping créé la surprise en étant sacré champion de Suède, Arnór délivrant la bagatelle de dix passes décisives et sept buts .
En 2016, il signe au Rapid Vienne puis sera prêté un an plus tard au club grec de l'AEK Athènes
Il revient en Suède en décembre 2017, en signant un contrat au Malmö FF allant jusqu'en 2021.
Le 16 mars 2021, Traustason est transféré au Revolution de la Nouvelle-Angleterre, franchise de Major League Soccer. Lors de la saison 2021, il remporte avec son équipe le Supporters' Shield mais échoue à atteindre la finale de la Coupe MLS. Au milieu de la saison 2022, le 9 août, son contrat avec le Revolution est résilié à l'amiable et il s'engage dès le lendemain avec son ancien club de l'IFK Norrköping.

### Parcours en sélection
Après quelques capes chez les moins de 17 ans et moins de 19 ans, Arnór Traustason prend part aux qualifications de l'Euro Espoirs 2013 puis celles de 2015.
Grâce à ses bonnes performances en Suède, Arnór est appelé par Lars Lagerbäck et Heimir Hallgrímsson, pour des matchs préparatoires à l'Euro 2016 face à la Pologne et la Slovaquie.  
Il est par la suite sélectionné par l'entraîneur Lars Lagerbäck pour faire partie des 23 joueurs participant à l'Euro 2016. Lors du tournoi en France, il participe à la compétition avec son équipe nationale, l'aventure s'arrête en quart de finale lorsque l'Islande perd contre l'équipe de France (2-5). Lors de la troisième journée de l'Euro 2016, Arnór, entré en fin de partie, inscrit son premier but dans une grande compétition internationale face l'Autriche et permet à son pays de remporter son premier match dans un tournoi de ce calibre et de se qualifier pour la première fois pour les phases finales d'une compétition internationale.
Il fait partie de la liste des 23 joueurs islandais sélectionnés pour disputer la Coupe du monde de 2018 en Russie. Il y jouera un des trois matchs de poules face à l'Argentine, le Nigeria et la Croatie. Les Islandais sont éliminés dès la phase de groupes.

## Palmarès
IFK Norrköping
- Champion d'Allsvenskan en 2015

 AEK Athènes
- Champion de Grèce en 2018

 Malmö FF
- Champion d'Allsvenskan en 2017 et 2020

 Revolution de la Nouvelle-Angleterre
- Vainqueur du Supporters' Shield en 2021